# Tyrone Williams
Tyrone Williams (Stockton, 29 luglio 1997) è un giocatore di football americano statunitense, che gioca come quarterback per i Graz Giants.
Dopo aver giocato per le squadre universitarie degli Azusa Pacific Cougars e dei La Verne Leopards si è trasferito nel campionato austriaco.

## Palmarès
- 1 GNAC (2016)